# 增田秀吉
增田秀吉（ますだ ひできち，1887年6月4日—？）為日本政府官員，本籍日本埼玉。增田秀吉於1929年受台灣總督府派任，接替田端幸三郎，於台灣台北市擔任台北市尹一職。該官職約等於今台北市市長。
戰後擔任埼玉縣桶川町（今桶川市）町長。
| 前任： 田端幸三郎 | 台北市尹 1929年上任 | 繼任： 內海忠司 |

| 前任： 內海忠司 | 新竹州知事 1935年9月2日─1936年10月16日 | 繼任： 赤堀鐵吉 |